# Col du Taïbit
Le col du Taïbit est un col de montagne de l'île de La Réunion, département d'outre-mer français dans le sud-ouest de l'océan Indien. Il est situé à 2 081 mètres d'altitude.
Situé à mi-chemin de la ligne de crête entre le sommet du Grand Bénare et les Trois Salazes, il est emprunté par le sentier de grande randonnée R2 entre Cilaos et le cirque de Mafate, dont il constitue une entrée subsidiaire. Les marcheurs qui l'empruntent dans ce sens atteignent en premier l'îlet de Marla avant de poursuivre leur marche vers Roche Plate, La Nouvelle ou le col des Bœufs.
Taïbit viendrait du malgache « taibitro » signifiant « crotte de lapin » en français.